# Starîi Maidan, Derajnea
Starîi Maidan (în ucraineană Старий Майдан) este un sat în comuna Zharok din raionul Derajnea, regiunea Hmelnîțkîi, Ucraina.

## Demografie
Componența lingvistică a localității Starîi Maidan
     Ucraineană (97,83%)
     Rusă (2,17%)
Conform recensământului din 2001, majoritatea populației localității Starîi Maidan era vorbitoare de ucraineană (97,83%), existând în minoritate și vorbitori de rusă (2,17%).